# Liste der Bürgermeister von Stadskanaal
Dies ist die Liste der Bürgermeister der Gemeinde Stadskanaal in der niederländischen Provinz Groningen seit ihrer Gründung am 1. Januar 1969.
| Bürgermeister       | Bürgermeister                     | Partei | Partei     | Amtszeit  | Anmerkungen   |
| ------------------- | --------------------------------- | ------ | ---------- | --------- | ------------- |
|                     | Sieto Robert Knottnerus           |        | CHU        | 1969–1976 |               |
|                     | Auke Antonie Beckeringh van Rhijn |        | CHU        | 1977–1985 |               |
|                     | Frederik Brink                    |        | CDA        | 1985–1992 |               |
|                     | Hendrik Rebel                     |        | CDA        | 1992–1996 |               |
|                     | Jurriaan Jaap Stavast             |        | CDA        | 1996–2009 |               |
|                     | Baukje Galama                     |        | VVD        | 2009–2018 |               |
|                     | Gert-Jan Boels                    |        | CDA        | 2018      | kommissarisch |
|                     | Froukje de Jonge                  |        | CDA        | 2018–2020 | kommissarisch |
| Yvonne van Mastrigt | Yvonne van Mastrigt               |        | PvdA       | 2020–2021 | kommissarisch |
|                     | Klaas Sloots                      |        | GroenLinks | 2020–2021 | [ 2 ]         |